# Чемпіонат Швейцарії з хокею 1925
Чемпіонат Швейцарії з хокею 1925 — 15-й чемпіонат Швейцарії з хокею, чемпіоном став втретє «Розей» (Гштаад).

## Схід
| 25 грудня 1924 року |   |            |  |
| «Санкт-Моріц»       | ? | ХК «Давос» |  |
|                     |   |            |  |

ХК «Давос» вийшов до фіналу.

## Захід
| 28 грудня 1924 року |     |               |  |
| «Розей» (Гштаад)    | 6:1 | «Шато де-Окс» |  |
|                     |     |               |  |

«Розей» (Гштаад) вийшов до фіналу.

## Фінал
| 9 лютого 1925 року |     |            |  |
| «Розей» (Гштаад)   | 9:1 | ХК «Давос» |  |
|                    |     |            |  |